# Geophila
Geophila es un género con 59 especies de plantas con flores perteneciente a la familia Rubiaceae.
Es nativo de China en la zona tropical.

## Especies seleccionadas
- Geophila afzelii
- Geophila aschersoniana
- Geophila aurantiaca
- Geophila cecilae
- Geophila cordata
- Geophila cordifolia[2]
- Geophila macropoda

## Sinonimia
- Carinta, Geocardia